# Hellmut Becher
Hellmut Becher (* 30. April 1896 in Remscheid; † 12. Juli 1976 in Münster) war ein deutscher Anatom und Hochschullehrer.

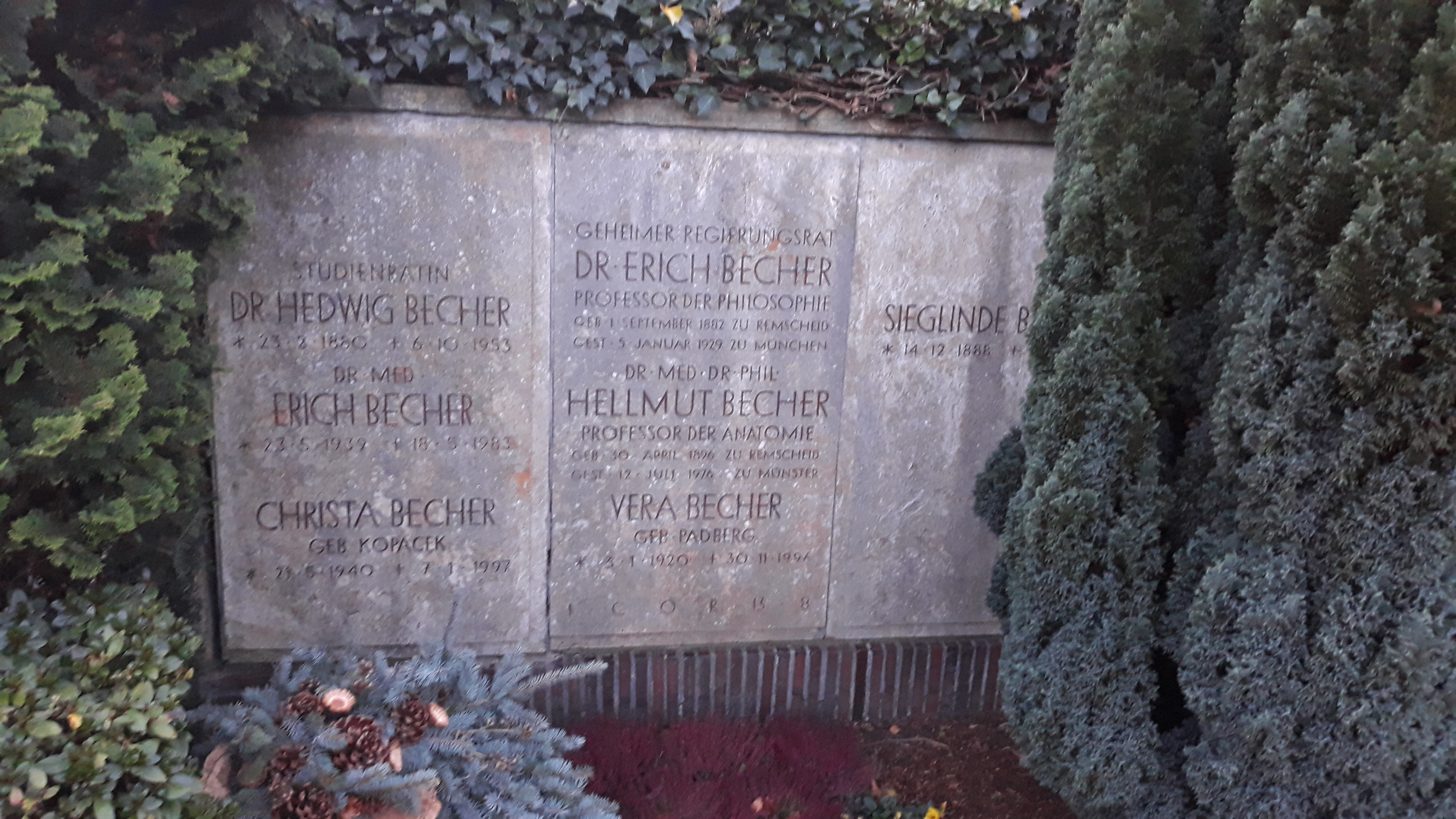
Das Grab von Hellmut Becher und seiner Ehefrau Vera im Familiengrab Becher auf dem Zentralfriedhof Münster.

## Leben
Hellmut Becher war der Sohn des Lehrers Ernst Becher und dessen Ehefrau Hulda, geborene Küpper. Sein Bruder Erich Becher war ein Philosoph und Psychologe, sein Bruder Ernst Siegfried Becher ein Naturwissenschaftler und sein Bruder Erwin Becher Mediziner. Nach dem Abitur studierte Becher zunächst Zoologie an der Universität Münster und wurde 1917 zum Dr. phil. promoviert. Anschließend absolvierte er ein Studium der Medizin an den Universitäten Bonn, München sowie Gießen und wurde 1921 zum Dr. med. promoviert. Ab 1920 war er als Assistent sowie später zweiter Prosektor am Anatomischen Institut der Universität Münster tätig und habilitierte sich dort 1923 für Anatomie. 1927 wechselte er als beamteter außerordentlicher Professor an die Universität Gießen. In Gießen wurde er 1933 zum ordentlichen Professor ernannt und stand seitdem auch als Direktor dem Anatomischen Institut vor. An der Gießener Medizinischen Fakultät war er 1933/34 auch Dekan.
Nach der Machtergreifung der Nationalsozialisten trat er 1933 dem NS-Lehrerbund und dem NSKK bei. Ab 1934 gehörte er der SA an, wo er später bis zum Obersturmführer aufstieg. 1935 wurde er Mitglied im NS-Ärztebund. Am 18. September 1937 beantragte er die Aufnahme in die NSDAP und wurde rückwirkend zum 1. Mai desselben Jahres aufgenommen (Mitgliedsnummer 5.160.286). 1938 trat er noch dem NS-Dozentenbund bei.
1936 folgte er einem Ruf an die Universität Marburg, wo er auch dem Anatomischen Institut als Direktor vorstand. In Marburg übernahm er 1937 für zwei Jahre das Dekanat der Medizinischen Fakultät und war 1939/40 Prorektor der Universität. Ab 1941 lehrte er als ordentlicher Professor an der Universität Münster, wo er ebenfalls als Direktor des Anatomischen Instituts fungierte. Becher übernahm auch in Münster zwischen 1941 und 1945 das Dekanat der Medizinischen Fakultät. Von 1941 bis 1945 war er außerdem Gaudozentenbundführer Westfalen-Nord. Becher gehörte 1944 dem Wissenschaftlichen Beirat des Bevollmächtigten für das Gesundheitswesen Karl Brandt an.
Im Herbst 1945 wurde Becher aufgrund seiner nationalsozialistischen Betätigung von der britischen Militärregierung verhaftet und aus seinem Amt als Ordinarius entlassen. Im Rahmen der Entnazifizierung wurde er 1947 zunächst als „Mitläufer“ und 1949 als „entlastet“ eingestuft. Im März 1948 wurde er mit der Wahrnehmung seines früheren Lehrstuhls beauftragt. Seit August 1949 lehrte Becher erneut als ordentlicher Professor für Anatomie in Münster und wurde 1955/56 zum Rektor der Universität gewählt. Von 1953 bis 1957 war er Vorsitzender der Deutschen Anatomischen Gesellschaft. Sein Forschungsschwerpunkt waren die Anatomie und Histologie, insbesondere Arbeiten zu Auge und Nieren. Er war Autor von Fachpublikationen. 1965 wurde er emeritiert.
Seit 1951 war er mit Vera, geborene Padberg, verheiratet. Das Paar bekam ein Kind.
Der Nachlass von Hellmut Becher befindet sich im Universitätsarchiv Münster.

## Schriften (Auswahl)
- Auge und Zwischenhirn. Enke, Stuttgart 1955. (Bearb. von Hellmut Becher, Dietrich Eichner [u. a.])
- Atlas der Anatomie des Menschen. Urban & Schwarzenberg, München / Berlin / Wien. (Begr. von Johannes Sobotta. Hrsg. u. bearb. von Hellmut Becher, Mehrteiliges Werk)